# Comuna Bulzești, Dolj
Bulzești este o comună în județul Dolj, Oltenia, România, formată din satele Bulzești, Frățila, Gura Racului, Înfrățirea, Piscu Lung, Poienile, Prejoi (reședința), Săliște, Seculești și Stoicești.

## Demografie
Componența etnică a comunei Bulzești
     Români (93,07%)
     Alte etnii (0%)
     Necunoscută (6,93%)
Componența confesională a comunei Bulzești
     Ortodocși (91,65%)
     Alte religii (1,18%)
     Necunoscută (7,17%)
Conform recensământului efectuat în 2021, populația comunei Bulzești se ridică la 1.269 de locuitori, în scădere față de recensământul anterior din 2011, când fuseseră înregistrați 1.590 de locuitori. Majoritatea locuitorilor sunt români (93,07%), iar pentru 6,93% nu se cunoaște apartenența etnică. Din punct de vedere confesional, majoritatea locuitorilor sunt ortodocși (91,65%), iar pentru 7,17% nu se cunoaște apartenența confesională.

## Politică și administrație
Comuna Bulzești este administrată de un primar și un consiliu local compus din 9 consilieri. Primarul, Gin Sorescu[*], de la Partidul Social Democrat, este în funcție din 2004. Începând cu alegerile locale din 2024, consiliul local are următoarea componență pe partide politice:
|  | Partid                     | Consilieri | Componența Consiliului | Componența Consiliului | Componența Consiliului | Componența Consiliului | Componența Consiliului | Componența Consiliului |
|  | -------------------------- | ---------- | ---------------------- | ---------------------- | ---------------------- | ---------------------- | ---------------------- | ---------------------- |
|  | Partidul Social Democrat   | 6          |                        |                        |                        |                        |                        |                        |
|  | Partidul Național Liberal  | 2          |                        |                        |                        |                        |                        |                        |
|  | Partidul Mișcarea Populară | 1          |                        |                        |                        |                        |                        |                        |

## Personalități născute aici
- Marin Sorescu (1936 - 1996), scriitor, membru titular al Academiei Române.